# التعلم الخدمي في التعليم الهندسي
يرى العديد من معلمي الهندسة أن التعلم الخدمي هو الحل للعديد من المشكلات السائدة في التعليم الهندسي اليوم. تقلبت المناهج الهندسية في الماضي، بين التركيز على العلوم الهندسية إلى التركيز أكثر على الجوانب العملية للهندسة. يشعر العديد من معلمي الهندسة اليوم بالقلق حول عدم تلقي طلابهم معرفة عملية كافية بالهندسة وسياقها. يتكهن البعض بأن إضافة السياق إلى الهندسة يحفز دراسات طلاب الهندسة، وبالتالي تحسين الاحتفاظ والتنوع في كليات الهندسة. يشعر آخرون أن أساليب التدريس لا تتناسب مع أساليب التعلم لطلاب الهندسة.
يعتقد العديد من أعضاء هيئة التدريس في الهندسة أن الحل التعليمي يكمن في اتباع نهج أكثر بنائية، إذ يبني الطلاب المعرفة والعلاقات بين نقاط المعرفة بدلًا من تشرّب المعرفة بشكل سلبي. يرى المعلمون أن التعلم الخدمي، هو وسيلة لتنفيذ البنائية في التعليم الهندسي، وأيضًا مطابقة أساليب التدريس بأساليب التعلم لطلاب الهندسة النموذجيين. وبدأ العديد من كليات الهندسة في دمج التعلم الخدمي بمناهجها الدراسية.

## تاريخ
شكلت نهاية الحرب العالمية الثانية بداية حركة نحو زيادة التركيز على العلوم الهندسية في التعليم الهندسي. عززت هذه الحركة في البداية جودة التعليم الهندسي. افتقر التعليم الهندسي مع ذلك، بعد عقود من التركيز المتزايد على العلوم الهندسية، إلى الإرشاد في التطبيقات الهندسية العملية. أصبحت مرحلة ما قبل التخرج من التعليم الهندسي مجزأة بشكل متزايد. وكما وصفها أحد المؤلفين: «تقسم الكليات المعرفة والخبرة إلى مواضيع، وتحول المجموعة بلا هوادة إلى أجزاء، والزهور إلى بتلات، والتاريخ إلى أحداث، دون استعادة الديمومة».
في الثمانينات، أجرت العديد من المنظمات المختلفة، بما في ذلك مؤسسات البحث والجمعيات المهنية، دراسات في محاولة لحل المشكلات التعليمية في المجال الهندسي. ورغم إجرائهم الأبحاث بشكل مستقل، فقد توصلوا إلى عدة استنتاجات مشتركة. اتفق الباحثون على أن كليات الهندسة يجب أن تستمر في توفير المعرفة النظرية الأساسية الثابتة. ودعوا أيضًا إلى زيادة التركيز على التخليق وفهم التصميم بالإضافة إلى زيادة التعرض للسياق المجتمعي وعمل الفريق متعدد التخصصات. شدّدت التقارير اللاحقة على الحاجة إلى مزيد من التعرض لسياق الهندسة، وأيضًا الحاجة إلى جعل الهندسة أكثر جاذبية وصلة بالطلاب. وذكرت الأبحاث أيضًا حاجة طلاب الهندسة إلى تطوير المهارات المهنية والشخصية.

## التعليم الهندسي اليوم
تعكس متطلبات البرامج الهندسية اليوم حركةً لحل مشكلات التعليم الهندسي الموجودة في الدراسات السابقة. يرى العديد من معلمي الهندسة أن التعلم الخدمي وسيلة لتعزيز برامجهم من خلال تعريض الطلاب للسياق الهندسي، مع منحهم الفرصة لتطوير المهارات المهنية والشخصية. تنعكس هذه القيم في معايير مجلس الاعتماد للهندسة والتكنولوجيا لكليات الهندسة. يطلب مجلس الاعتماد للهندسة والتكنولوجيا من أي برنامج هندسي لكي يحافظ على الاعتماد أن «يثبت حصول طلابه على التعليم الواسع النطاق الضروري لفهم تأثير الحلول الهندسية في السياق العالمي والاقتصادي والبيئي والمجتمعي».

### الآثار التربوية

#### البنائية
ترتبط طريقة التعلم الخدمي ارتباطًا وثيقًا بفلسفة التدريس المعروفة باسم البنائية. البنائية هي نظرية تربوية متأصلة في علم النفس وعلم الاجتماع. تؤكد على بناء المتعلمين للمعرفة من معرفة سابقة، بدلاً من امتصاص المعرفة بشكل سلبي من مصادر خارجية. يشمل التعلم علاوة على ذلك إنشاء معرفة واقعية جديدة وفهم الروابط بين نقاط المعرفة المختلفة. يوفر التعلم الخدمي بيئة تمكّن الطلاب من بناء المعرفة بنشاط أثناء المشاركة في المشاريع الفعلية. يمنح الجزء المنعكس من التعلم الخدمي الطلاب الوقت لإنشاء روابط بين المعرفة القديمة والجديدة.
انتقد بعض المدرسين البنائية، سواء المعرفية أو التربوية، على الرغم من قبوله من قبل الكثيرين. يدّعي النقاد -بالنسبة للناحية التربوية- أن النهج البنائي يعطي الطلاب معرفة متعمقة، لا اتساعًا في المعرفة. لا يمكن للمعلمين عادة تغطية كمية كبيرة من المواد، نظرًا إلى أن النهج البنائي يستغرق وقتًا كبيرًا للسماح للطلاب بإنشاء معرفة جديدة وربطها بالمعرفة السابقة من خلال التفكير. وفي حين أن هذا قد يصبح مصدر قلق حقيقي للعديد من الدورات التعليمية، فإن الدور المحدد الذي يلعبه التعلم الخدمي في دورات كلية الهندسة يخفف من هذه المخاوف. يظهر التعلم الخدمي عادة في الدورات التمهيدية أو الاختيارية في كلية الهندسة. لا تصب أهداف هذه الدورات في اكتساب فهم مفصل وواسع للمجال، بل في الحصول على خبرة هندسية في العالم الحقيقي. يختلف هذا بشكل ملحوظ عن الدورات، حيث يجب على الطلاب الحصول على كميات هائلة من المعرفة الدقيقة لإجراء عمليات حسابية دقيقة.
يشعر النقّاد أيضًا بالقلق من أن نهج البنائية في التعليم يترك المتعلم بعيدًا عن الواقع، نظرًا إلى تركيزه المستمر على بناء معرفة جديدة تستند إلى المعرفة الموجودة مسبقًا. وبالتالي بينما يواصلون، من الناحية النظرية، بناء المعرفة من معرفتهم الموجودة مسبقًا في عزلة، يمكن لنظرتهم إلى العالم أن تنحرف ببطء عن الواقع. بينما قد يشكل هذا نقطة ضعف بالنسبة للعديد من الدورات التعليمية، فإن الطلاب في التعلم الخدمي يعملون على إنشاء حلول حقيقية لعميل حقيقي. وبالتالي يجب تسوية أفكارهم مع الواقع، كما تُسوّى مع زملاء الفريق الهندسي.

#### أساليب التعلم
كشفت الدراسات حول التعليم الهندسي في السنوات الماضية أن أساليب التعلم لمعظم طلاب الهندسة وأساليب التدريس للعديد من أساتذة الهندسة كانت متضاربة. تتضمن أبعاد أسلوب التعلم الخمسة المعروفة: الاستشعار/الحدسية، المرئية/السمعية، الاستقرائية/الاستنباطية، النشطة/التأملية، والعالمية/المتتابعة.
إن معظم طلاب الهندسة، وفقًا لريتشارد فيلدر من جامعة ولاية كارولينا الشمالية وليندا سيلفرمان من معهد الدراسات المتقدمة في التنمية، متعلمون بصريون ومستشعرون واستنباطيون ونشطون. وإن العديد من الطلاب المبدعين هم متعلمون عالميون. ومع ذلك، فإن معظم التعليم الهندسي هو سمعي وحدسي واستنباطي وسلبي ومتتابع.
لا تدعم الأبحاث هذه الاستنتاجات، ولا يوجد أي دليل على أن تحديد أسلوب تعلم الطالب يؤدي إلى نتائج أفضل، وهناك دليل كبير على أن «فرضية التداخل» واسعة الانتشار غير صالحة (وهي أن الطالب سوف يتعلم بشكل أفضل إذا ما دُرّس بطريقة تعتبر مناسبة لنمط تعلم الطالب). هناك دراسات جيدة التصميم «تعارض بشكل قاطع فرضية التداخل».

#### التعلم الخدمي عبر الإنترنت
على الرغم من ازدياد الاهتمام بالتعلم الخدمي في المؤسسات التعليمية، غالبًا ما تكون هذه المشاريع مكلفة للغاية بالنسبة للطلاب والجامعات. وكان هناك، مع ذلك، بعض الأمثلة على مشاريع تعلم خدمي ناجحة سُهّلت عبر الإنترنت.

### برامج هندسية مع التعلم الخدمي
دمجت العديد من الجامعات المختلفة التعلم الخدمي بمناهجها الدراسية لتلبية احتياجات الفريق السياقية والتحفيزية ومتعددة التخصصات. أنشأت جامعة بوردو برنامج المشاريع الهندسية في الخدمة المجتمعية في عام 1995.
يشكل طلاب الهندسة الجدد في الصف النهائي من المرحلة الجامعية في إطار هذا البرنامج فرقًا متعددة التخصصات لتلبية احتياجات المجتمع. يحصل الطلاب على عدد متغير من الساعات المعتمدة بناء على عامهم الدراسي في الكلية والمساهمة ذات الصلة في المشروع. تكون مشاريع الخدمة في جامعة بوردو طويلة الأجل، ويحصل الطلاب على ما يعادل سبعة فصول دراسية من رصيد العمل في مشروع الخدمة. بدأ البرنامج بنحو 40 طالبًا في 5 فرق، لكنه نما بسرعة إلى 400 طالب في 24 فريقًا.